# Rudolf Schuster
Rudolf Schuster (sinh ngày 4 tháng 1 năm 1934) là Tổng thống Slovakia từ năm 1999 đến 2004. Ông được bầu vào ngày 29 tháng 5 năm 1999 và tấn phong vào ngày 15 tháng 6. Trong cuộc bầu cử tổng thống tháng 4 năm 2004, trong đó ông tìm cách tái đắc cử, Schuster đã bị đánh bại. Ông chỉ nhận được 7,4% phiếu bầu, với ba ứng cử viên khác (Ivan Gašparovič, Vladimír Mečiar và Eduard Kukan) nhận được nhiều hơn thế. Ông đã kế nhiệm bởi Ivan Gašparovič.

## Cuộc sống và sự nghiệp
Schuster sinh ra ở Košice. Từ năm 1964 đến 1990, ông là thành viên của Đảng Cộng sản Slovakia. Trước khi trở thành Tổng thống, ông là Thị trưởng (tiếng Slovak: primátor) của Košice năm 1983 Lần lượt là1986 và 1994.1999. Ông cũng là chủ tịch Cộng sản cuối cùng của Hội đồng Quốc gia Slovakia (1989,1990), Đại sứ Tiệp Khắc tại Canada (1990.
Anh nói tiếng Slovak, tiếng Séc, tiếng Đức, tiếng Nga, tiếng Anh và tiếng Hungary trôi chảy.